# Triforine
Le triforine est un fongicide.